# Donja Gorevnica
Donja Gorevnica (em cirílico: Доња Горевница) é uma vila da Sérvia localizada na cidade de Čačak, pertencente ao distrito de Moravica, na região de Pomoravlje. A sua população era de 867 habitantes segundo o censo de 2011.

## Demografia
| 1948 | 1953 | 1961 | 1971 | 1981 | 1991 | 2002 | 2011 |
| ---- | ---- | ---- | ---- | ---- | ---- | ---- | ---- |
| 975  | 1145 | 1194 | 983  | 981  | 934  | 904  | 867  |